# فيليب هودسون
فيليب هودسون (21 سبتمبر 1935 - 2015) (بالإنجليزية: Philip Hodgson)‏ هو لاعب كريكت بريطاني.